# Brahim Lahlafi
Brahim Lahlafi (arabiska: ابراهيم لهلفي), född den 15 april 1968, är en marockansk före detta friidrottare som tävlade i medeldistanslöpning.
Lahlafi deltog vid VM 1995 i Göteborg där han slutade på en femte plats på 5 000 meter. Han var även i final vid Olympiska sommarspelen 1996 där han slutade åtta. Vid VM 1999 i Sevilla blev han fyra. 
Han främsta merit kom vid Olympiska sommarspelen 2000 där han blev bronsmedaljör på 5 000 meter med tiden 13.36,47.
2002 blev han fransk medborgare.

## Personliga rekord
- 5 000 meter - 12.49,28